# Пінка (Великопольське воєводство)
Пінка (пол. Pinka) — село в Польщі, у гміні Дольськ Сьремського повіту Великопольського воєводства.
У 1975-1998 роках село належало до Познанського воєводства.